# Classe Panther
La classe Panther  est une classe de croiseur protégé  construite pour la marine austro-hongroise. Les deux unités de cette classe sont, avec le SMS Tiger, des croiseurs légers  à vocation de torpilleurs.

## Histoire
Les deux croiseurs représentèrent l'Autriche-Hongrie à l'Exposition internationale de Barcelone en 1888.
Ces deux croiseurs-torpilleurs, avec leur faible armement, furent vite obsolètes. Ils subirent une refonte entre 1909-10 avec suppression des 2 canons de 120 mm et des tubes lance-torpilles. Ils furent reclassés en croiseur léger.

Durant la Première Guerre mondiale le SMS Panther fut utilisé comme garde-côtes à Kotor et devint un navire-école pour les cadets sous-mariniers en 1917. Le SMS Leopard  fut utilisé comme garde-côtes à Pula.

En 1918, ils furent capturés par la Yougoslavie. Remis à la Grande-Bretagne au titre des dommages de guerre, ils furent démantelés en Italie en 1920.

## Les unités de la classe
| Nom         | Lancement         | Chantier naval                                  | Fin de carrière                                         | Photo |
| ----------- | ----------------- | ----------------------------------------------- | ------------------------------------------------------- | ----- |
| SMS Panther | 13 juin 1885      | W.G. Arsmtrong/Elswick à Newcastle Royaume-Uni  | remis à la Grande-Bretagne démolition en Italie en 1920 |       |
| SMS Leopard | 10 septembre 1885 | W.G. Arsmtrong/Elswick' à Newcastle Royaume-Uni | remis à la Grande-Bretagne démolition en Italie en 1920 |       |